# 岭头站
岭头站位于福建省三明市永安市西洋镇，建于1956年。距鹰潭站443公里，距厦门站251公里。现为五等站。客运办理旅客乘降、行李包裹托运，货运办理整车、零担货物发到。